# Constantin Silvestri
Constantin Silvestri (geboren 31. Mai 1913 in Bukarest; gestorben 23. Februar 1969 in London) war ein rumänischer Dirigent und Komponist.

## Leben
Constantin Silvestri erhielt früh eine Ausbildung am Klavier. Er studierte am Konservatorium in Târgu Mureș und am Bukarester Konservatorium unter anderem beim Komponisten Mihail Jora und bei der Pianistin Florica Musicescu.
Ab 1930 hatte Silvestri Dirigate beim Orchestra Națională Radio, 1935 dirigierte er zum ersten Mal die Opera Națională București. Nach dem Zweiten Weltkrieg ersetzte er den in politische Ungnade gefallenen George Georgescu bei der Bukarester Philharmonie. Am Konservatorium richtete er eine Dirigierklasse ein, die er von 1948 bis 1956 leitete. Unter den Schülern waren Sergiu Comissiona, Marius Constant und Anatol Vieru. Noch 1958 brachte er George Enescus Oper Oedipe zur rumänischen Erstaufführung, aber er emigrierte im Folgejahr, zunächst nach Paris. Er nahm dort Schallplatten mit Leonid Kogan und dem Orchestre de la Société des concerts du Conservatoire auf.
Silvestri wurde für Gastdirigate beim Chicago Symphony Orchestra und dem Philadelphia Orchestra verpflichtet. 1961 erhielt er die Position des Chefdirigenten des Bournemouth Symphony Orchestra und 1967 die britische Staatsbürgerschaft. Silvestri starb an einer Krebserkrankung.
Silvestri komponierte über 40 Werke für Stimme, für Kammerensemble und für Orchester.